# Malia (Gemeindebezirk)
Malia (griechisch Μάλια (n. pl.), von omalós ‚eben‘) ist ein Gemeindebezirk auf der südgriechischen Insel Kreta. Er wurde nach dem Küstenort Malia, der Sitz des Gemeindebezirks ist, benannt.

## Tourismus

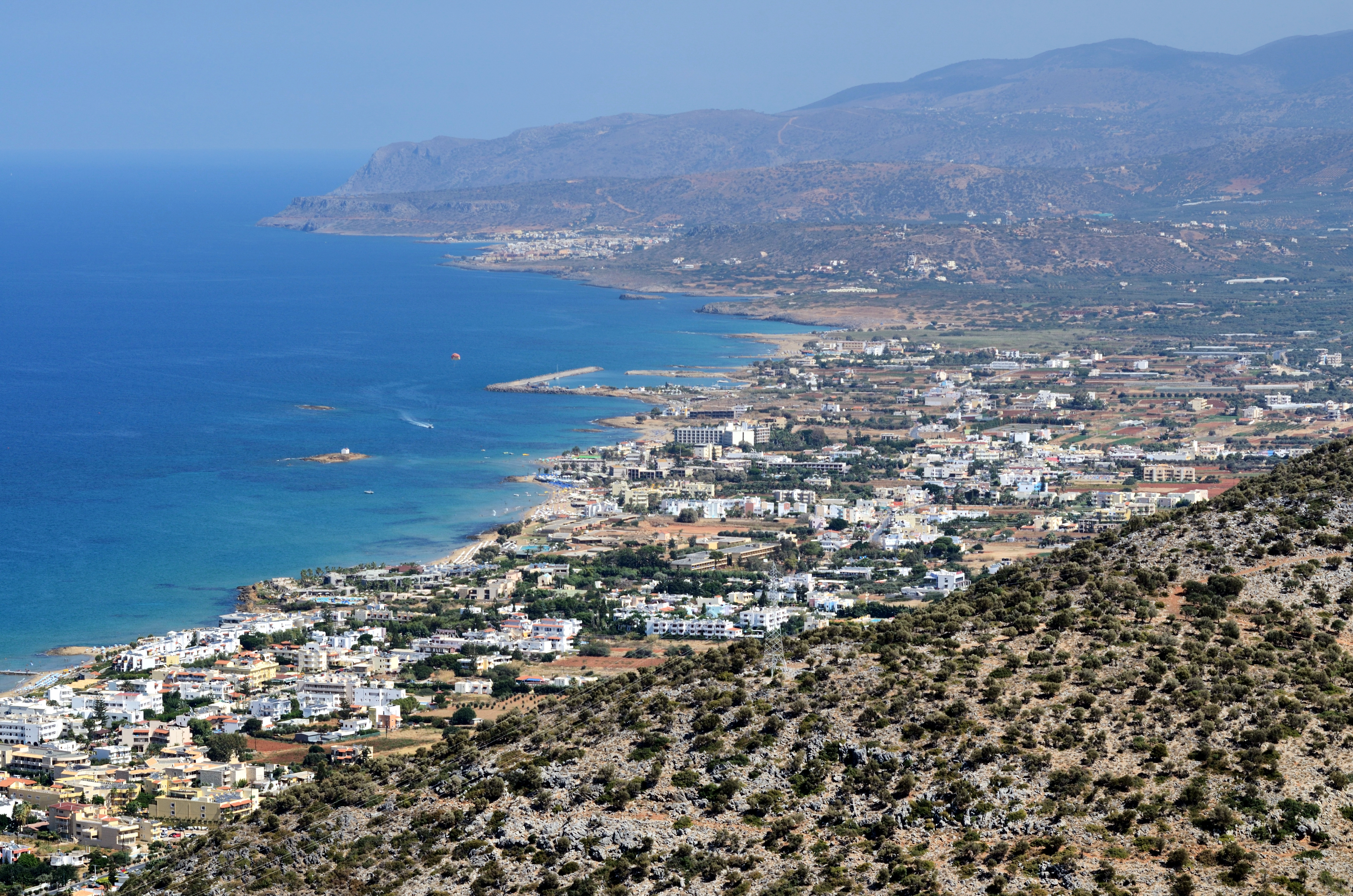
Bucht von Malia mit Ort

Die Bucht von Malia gehört zu den bedeutendsten Badeküsten Kretas. Dementsprechend deutlich ist der touristische Einfluss durch zahlreiche Hotelanlagen, Restaurants und ein ausgeprägtes Nachtleben zu spüren. Durch intensive Bautätigkeit sind die Grenzen zwischen Limenas Chersonisou im Westen der Bucht, Stalida und Malia inzwischen fließend.

### Sehenswürdigkeiten
Hauptsehenswürdigkeit ist der etwa drei Kilometer östlich der heutigen Stadt gelegene Palast von Malia aus minoischer Zeit.
Auf dem Weg zur Lasithi-Hochebene gelangt man zum Bergdorf Krasi. Hier steht die größte Platane Kretas, daneben ein venezianisches Quellhaus. Die höchsten Berge sind der Halikas (970 m), der Rachis (801 m) und der Kafala Mochou (636 m).

## Gliederung
Der Gebietszuschnitt der seit 1986 bestehenden Gemeinde Malia vergrößerte sich mit der Eingemeindung der Orte Mochos und Stalida anlässlich der Gemeindereform 1997. Zum 1. Januar 2011 (Kallikratis-Programm) wurde diese Gemeinde Malia zusammen mit Gouves, Episkopi sowie Chersonisos zur neuen Gemeinde Chersonisos zusammengelegt. Die bisherigen Gemeinden haben seitdem den Status von Gemeindebezirken und sind weiter in Dimotikes Kinotites untergliedert.
Der Gemeindebezirk Malia besteht aus drei Dimotikes Kinotites.
| Dimotiki Kinotita (Δημοτική Κοινότητα) | griechischer Name          | Code     | Fläche (km²) | Einwohner 2001 | Einwohner 2011 | Einwohner 2021 | Dörfer und Siedlungen |
| -------------------------------------- | -------------------------- | -------- | ------------ | -------------- | -------------- | -------------- | --------------------- |
| Malia                                  | Δημοτική Κοινότητα Μαλίων  | 71080301 | 21,767       | 3722           | 3224           | 3522           | Malia                 |
| Krasi                                  | Δημοτική Κοινότητα Κρασίου | 71080302 | 12,687       | 0348           | 0147           | 0136           | Krasi                 |
| Mochos                                 | Δημοτική Κοινότητα Μοχού   | 71080303 | 25,651       | 2142           | 2062           | 1843           | Mochos, Stalida       |
| Gemeindebezirk Malia                   | Gemeindebezirk Malia       | 710803   | 60,105       | 6212           | 5433           | 5501           |                       |